# Nicolás Sarmiento
Nicolás Sarmiento (Buenos Aires, 3 dicembre 1992) è un giocatore di calcio a 5 argentino.
Con la nazionale argentina è stato campione del mondo nel 2016 e campione sudamericano nel 2022.

## Carriera
Sarmiento è stato il primo atleta a vincere per due volte (2016 e 2021) il guanto d'oro riservato al miglior portiere della Coppa del Mondo.

## Palmarès

### Nazionale
- Campionato mondiale: 1
Colombia 2016
- Coppa America: 1
Paraguay 2022

### Individuale
- Guanto d'oro FIFA: 2
Colombia 2016, Lituania 2021